# Liparis esmahaniae-hefiediae
Die Gattung Liparis aus der Familie der Orchideengewächse (Orchidaceae) umfasst 441 Arten. Liparis esmahaniae-hefiedae (Fischer et al. 2023) wurde erst 2023 beschrieben. Sie ist endemisch im Nationalpark Kahuzi-Biéga.

## Beschreibung
Liparis esmahaniae-hefiediae ist eine bis zu 4,5 cm große epiphytische Orchidee. Die Blätter sind 2,8 bis 3 Zentimeter lang. Der Blütenstand trägt 2 bis 3 Blüten und diese sind purpurn-weinrot und bis 2,5 Zentimeter groß.

## Vorkommen
Die östliche Demokratische Republik Kongo und speziell der Kahuzi-Biéga-Nationalpark (Fischer 1996) sind bekannt für seine reiche Flora von Arten und Gattungen mit zahlreichen Endemiten. Dazu gehört Liparis esmahaniae-hefiedae, die nur in einem Regenwald bei Mulolo vorkommt. Die Art wächst epiphytisch in Moospolstern auf Bäumen.
Sie wurde benannt nach Esmahan Hefied, der Frau des Autors und der Tochter des bekannten algerischen Fotografen Ali Hefied (1943 – 2015).
Eberhard Fischer hat im tropischen Afrika und Madagaskar eine Vielzahl neuer Pflanzen entdeckt, wie die winzige Ruanda-Seerose (Nymphaea thermarum) mit ähnlich kleinem Verbreitungsgebiet.

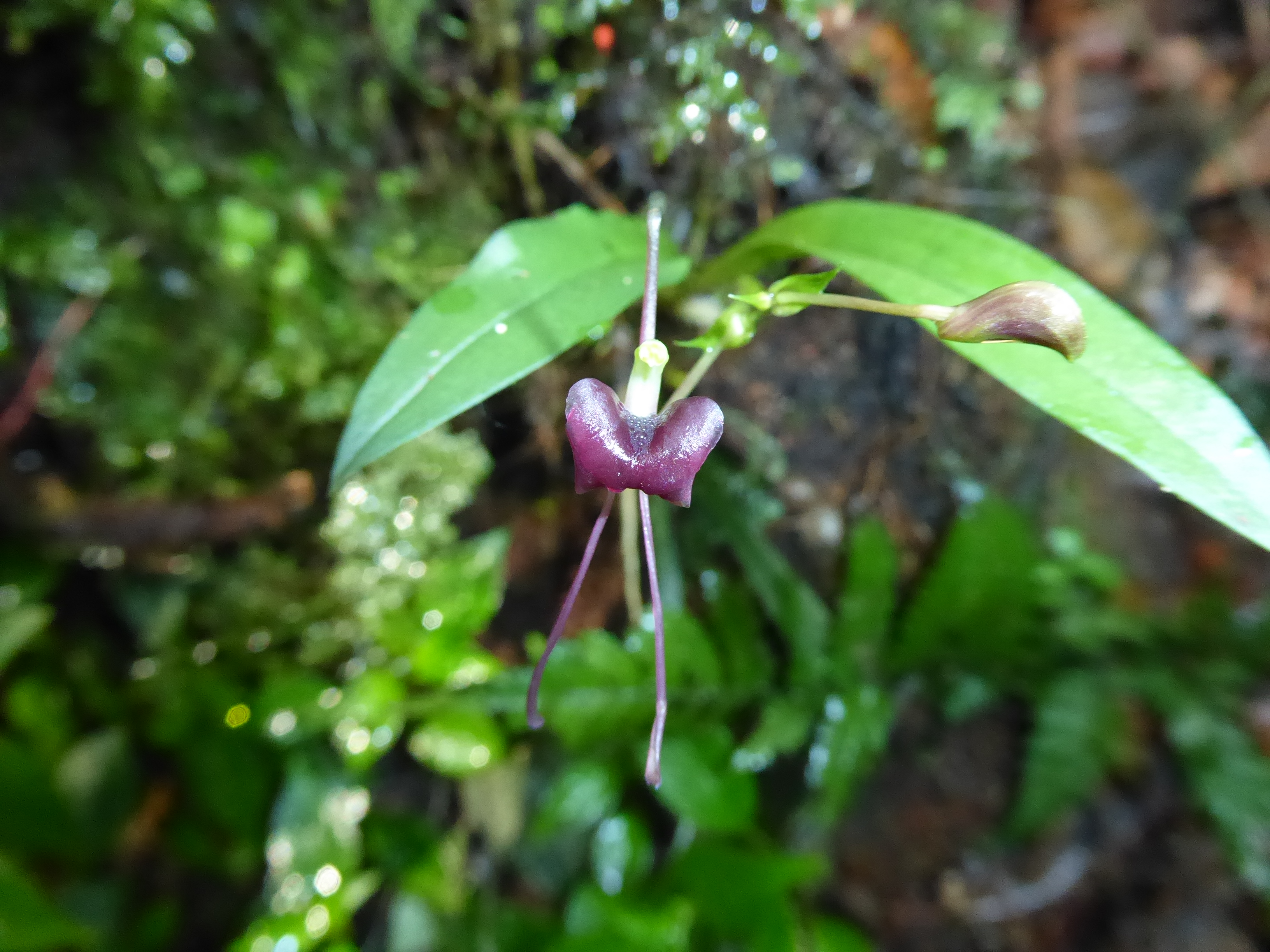

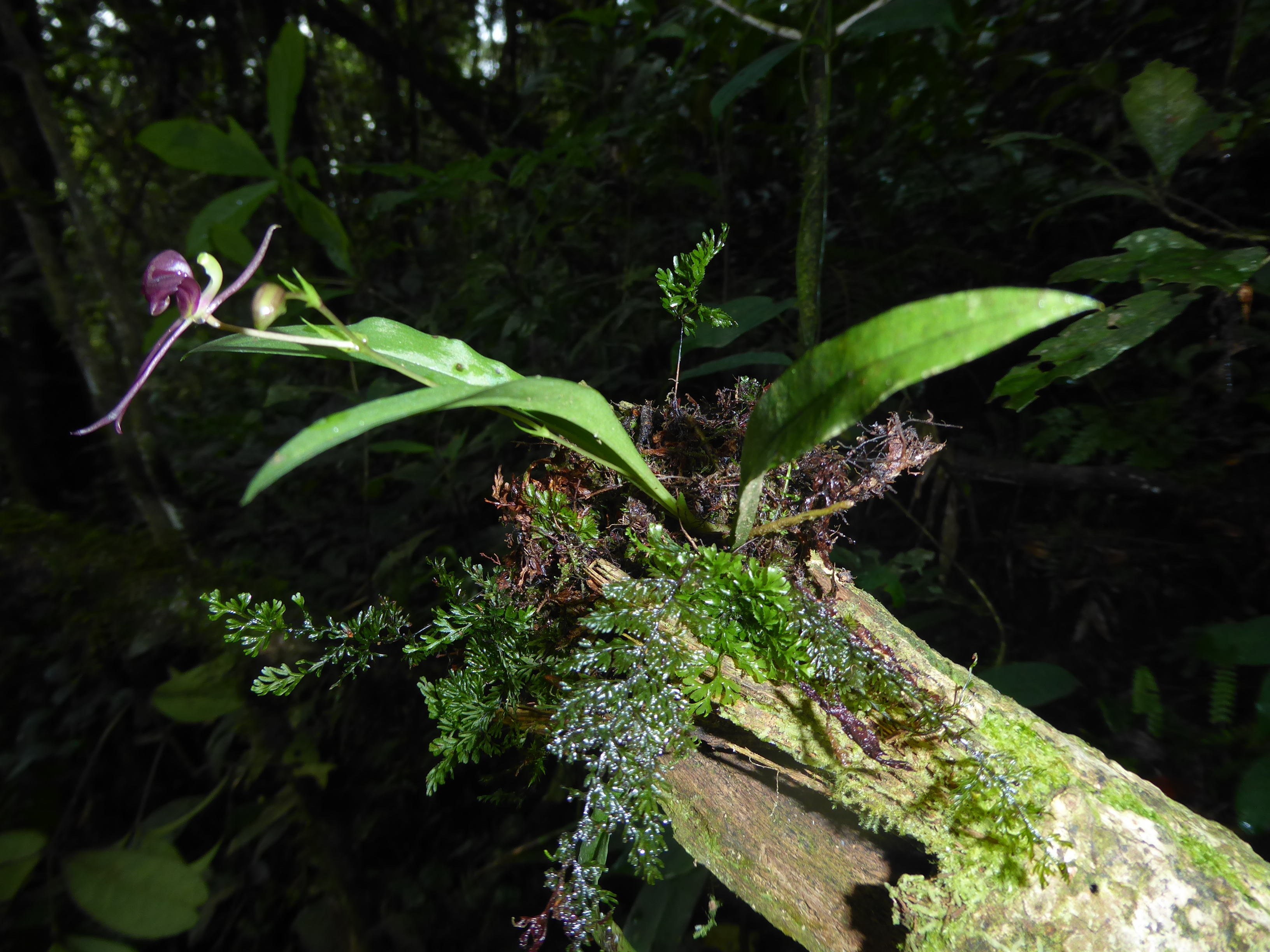